# Деобандийский джихадизм
Деобандийский джихадизм — воинствующая интерпретация ислама, которая опирается на учения движения Деобанди, зародившегося на индийском субконтиненте в XIX веке. Движение Деобанди пережило 3 волны джихадизма. Первая волна включала создание исламской территории с центром в Тхана Бхаване старейшинами движения во время Индийского восстания 1857 года, до основания Дарул Улум Деобанда. Имдадуллах Мухаджир Макки был Амиром аль-Муминином этой территории. Однако после того, как британцы разгромили силы Деобанда в битве при Шамли, территория пала. После создания Даруль Улум Деобанд Махмуд Хасан Деобанди возглавил инициирование второй волны. Он мобилизовал вооруженное сопротивление против британцев посредством различных инициатив, включая создание «Самратут Тарбиат».
Когда британцы раскрыли его «Движение шелковых писем», они арестовали его и держали в плену на Мальте. После освобождения он и его ученики занялись активной политической деятельностью и приняли активное участие в демократическом процессе. В конце 1979 года пакистано-афганская граница стала центром третьей волны джихадистского движения Деобанди, подпитываемой советско-афганской войной. Под патронажем президента Зия-уль-Хака его расширение происходило за счет различных медресе, таких как Даруль Улюм Хаккания и Джамия Улюм-уль-Исламия. Политическую поддержку ему оказала партия «Джамиат Улема-и-Ислам» (С). Подготовленные боевики с пакистано-афганской границы участвовали в афганском джихаде, а затем сформировали различные организации, включая Талибан. Наиболее успешным примером деобандийского джихадизма является движение Талибан, установившее исламское правление в Афганистане. Главу «Джамият Улема-и-Ислам» (С) Сами-уль-Хака называют «отцом Талибана».
Деобандизм, зародилось в городе Деобанд в Индии в конце XIX века. Движение Деобанди возникло как ответ на британский колониализм и предполагаемую угрозу культурного и религиозного господства западных держав в Индии. Движение Деобанди известно своим упором на исламскую ученость, благочестие и приверженность ханафитскому мазхабу. Деобандисты отвергают использование нововведений (бидаа) в религиозной практике и подчеркивают необходимость как можно более точного следования примеру Мухаммеда.

## История

### Падение мусульманского правления в Индии и индийское восстание 1857 года
В 1600 году королева Англии Елизавета I даровала Ост-Индской компании хартию, дающую ей привилегию вести торговлю на Востоке. Позднее, в 1612 году, компания получила от администрации Великих Моголов право на торговлю в Сурате. В 1615 году с одобрения императора Великих Моголов Джахангира компания основала торговые фактории на западном и восточном побережьях Южной Индии. Со временем Британская Ост-Индская компания неуклонно расширяла свое торговое и политическое влияние по всей Индии. Правление компании в Индии началось в 1757 году, когда она разгромила Сирадж уд-Даула в битве при Плесси.

### Советско-афганская война и рост джихадизма Деобанди
Советско-афганская война — конфликт, длившийся с 1979 по 1989 год, в котором участвовали советские войска и бойцы афганского сопротивления, известные как моджахеды. Конфликт коренится в политической и социальной нестабильности, которая терзала Афганистан с конца 1970-х годов. В 1978 году коммунистическое правительство, известное как Народно-демократическая партия Афганистана (НДПА), пришло к власти в результате военного переворота, свергнув существующее правительство. Новое правительство, поддержанное Советским Союзом, осуществило ряд спорных реформ, включая перераспределение земли и отмену традиционных исламских практик. Реформы были крайне непопулярны среди многих афганцев, особенно среди консервативного сельского населения страны, которое считало, что их образ жизни находится под угрозой. Это привело к росту движения сопротивления правительству НДПА, которое в основном состояло из исламистских группировок и вождей племен. В декабре 1979 года Советский Союз, обеспокоенный растущей нестабильностью в Афганистане и угрозой собственной безопасности, направил в страну войска для поддержки правительства НДПА. Интервенция встретила широкое сопротивление со стороны афганского населения, что привело к длительному и кровавому конфликту. Советские военные, изначально уверенные в победе, столкнулись с решительным и изобретательным сопротивлением моджахедов, которые смогли получить финансовую и военную помощь от США, Саудовской Аравии и других стран.

## Деятельность

### Афганистан
Советско-афганская война закончилась в 1989 году, когда последние советские войска были выведены из Афганистана. Война длилась более девяти лет и привела к гибели тысяч афганцев и советских солдат. После вывода советских войск моджахеды, свободная коалиция афганских повстанческих группировок, взяли под контроль большую часть страны. Однако моджахеды не смогли создать стабильное правительство, и Афганистан погрузился в период гражданской войны. Моджахеды состояли из различных фракций, многие из которых были объединены только своей оппозицией поддерживаемому Советским Союзом правительству, находившемуся у власти до советского вторжения. У этих фракций были разные идеологии и цели, и многие из них продолжали бороться друг с другом за контроль над Афганистаном после вывода советских войск. Однако их неспособность создать стабильное правительство после вывода советских войск способствовала подъёму движения Талибан, которому удалось взять под контроль большую часть страны и создать новое правительство, основанное на исламских законах.
Движение «Талибан» было сформировано в Афганистане в середине 1990-х годов. Основателем движения «Талибан» был мулла Омар, бывший моджахед, потерявший глаз во время войны с Советским Союзом. В 1994 году он собрал группу исламских студентов и религиозных ученых, многие из которых получили образование в медресе Деобанди, расположенных в Хайбер-Пахтунхве и Белуджистане, и основал Талибан как политическое и военное движение. Талибы быстро завоевали поддержку многих афганцев, уставших от насилия и нестабильности, которые терзали страну на протяжении многих лет. Им удалось взять под контроль большую часть Афганистана и в конечном итоге захватить столицу Кабул в 1996 году. Во времена правления Талибана Афганистан управлялся в соответствии со строгим толкованием исламского права. Однако группировка продолжала сохранять контроль над Афганистаном до тех пор, пока в 2001 году после атак 11 сентября она не была вытеснена коалиционными силами во главе с США.

### Пакистан
Во время советско-афганской войны в 1980-х годах FATA стала важнейшей базой операций моджахедов, которые сражались против советских войск в Афганистане. После окончания войны многие моджахеды вернулись в FATA, а некоторые из них продолжили создавать свои собственные боевые организации, такие как «Джаиш-и-Мухаммад», «Харкат-уль-Муджахидин», «Харкат-уль-Джихад аль-Ислами», которые постепенно проникали в Кашмир с целью распространения радикальной исламистской идеологии для ведения джихада против Индии в регионе. Ещё одной такой группой является пакистанский Талибан, который возник в начале 2000-х годов и быстро обосновался в FATA. Он появился как деобандийская джихадистская группа, но большинство лидеров и бойцов пакистанского Талибана следуют салафитским и ваххабитским доктринам суннитского ислама, а не деобандским. Пакистанский Талибан, также известный как Техрик-и-Талибан Пакистан (ТТП), представляет собой слабо организованную коалицию различных боевых группировок, целью которой является установление исламского правления в Пакистане и свержение пакистанского правительства. Отношения между правительством Пакистана и ТТП были напряженными: правительство провело ряд военных операций, чтобы попытаться ослабить группировку. В последние годы предпринимались попытки начать мирные переговоры между правительством Пакистана и ТТП, однако они в основном не увенчались успехом.